# ياكوب ليف
ياكوب ليف (بالتشيكية: Jakub Lev)‏ هو لاعب هوكي الجليد تشيكي، ولد في 6 ديسمبر 1990 في بلزن في التشيك.

## وصلات خارجية
- ياكوب ليف على موقع EliteProspects.com (الإنجليزية)
- ياكوب ليف على موقع HockeyDB.com (الإنجليزية)